# Мушково
Мушково (пол. Muszkowo) — село в Польщі, у гміні Кшешиці Суленцинського повіту Любуського воєводства.
Населення — 274 особи (2011).
У 1975-1998 роках село належало до Гожовського воєводства.

## Демографія
Демографічна структура станом на 31 березня 2011 року:
|          | Загалом | Допрацездатний вік | Працездатний вік | Постпрацездатний вік |
| -------- | ------- | ------------------ | ---------------- | -------------------- |
| Чоловіки | 138     | 37                 | 88               | 13                   |
| Жінки    | 136     | 31                 | 79               | 26                   |
| Разом    | 274     | 68                 | 167              | 39                   |